# Deklaracija neodvisnosti Združenih držav Amerike
Deklaracija neodvisnosti ZDA je ustanovni dokument Združenih držav Amerike, ki je 4. julija 1776 na drugem kontinentalnem kongresu razglasil trinajst britanskih kolonij v Severni Ameriki za svobodne in neodvisne države, vse politične povezave med njimi in Združenim kraljestvom pa razvezane. Listina, v angleščini sprva imenovana The unanimous Declaration of the thirteen United States of America, je bila utemeljitev razlogov za odcepitev od britanske krone in podaljšek resolucije Richarda Henryja Leeja, ki je neodvisnost razglasila 2. julija istega leta. Končno različico je večina delegatov držav podpisala 2. avgusta. Ta dokument je danes shranjen v nacionalnem arhivu ZDA v Washingtonu D.C. V spomin na sprejetje deklaracije se v državi 4. julija praznuje dan neodvisnosti ZDA.
Dne 4. julija 1971 je Michael S. Hart, ustanovitelj Projekta Gutenberg omenjeno listino pretipkal na računalnik. Po mnenju mnogih je bila to prva pretipkana elektronska knjiga.